# Opéra féerie

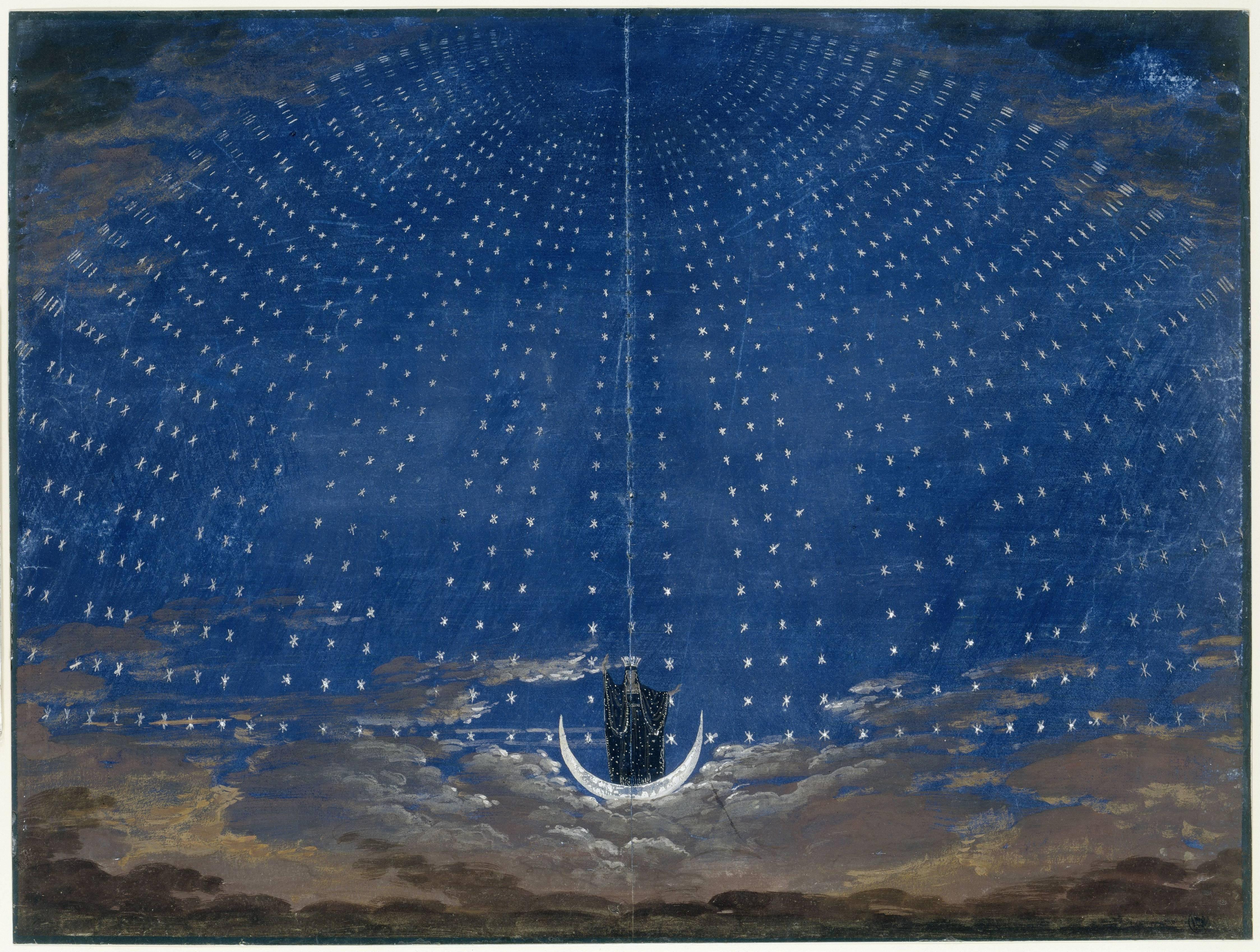
El salón de las estrellas en el palacio de la reina. Uno de los 12 Diseños de Karl Friedrich Schinkel para la escenografía de la ópera La flauta mágica, de Mozart.ca.1816

La Opéra féerie (en plural, opéras féeries) es un género de ópera francés u ópera-ballet basado en los cuentos de hadas, a menudo con varios elementos mágicos en sus historias, y basada en el estilo teatral féerie. Fue un género muy popular en la Francia del siglo XVIII, principalmente desde la época del compositor Jean-Philippe Rameau en adelante, llegando a su punto álgido con obras como La belle au bois dormant de Michele Carafa y Cendrillon, de Nicolas Isouard a principios del siglo XIX.
El pariente lejano inglés de la Opéra féerie incluye la ópera Iolanthe, de Gilbert y Sullivan. A principios del siglo XIX, James Planché popularizó la "comedia de hadas". El género alemán Märchenoper (literalmente, ópera de cuento de hadas), aunque resulta ser similar en la materia, tiene sus raíces en la ópera italiana.

## Obras
Principales exponentes de la opéra féerie.
- 1771, Zémire et Azor
- 1810, Cendrillon
- 1818, Zirphile et fleur de myrte ou cent ans en un jour
- 1822, Aladin ou la Lampe merveilleuse
- 1835, Le cheval de bronze
- 1849, La fée aux roses
- 1852, La chatte blanche
- 1853, Les amours du diable
- 1872, Le Roi Carotte
- 1875, Le voyage dans la lune